# Drag Bike

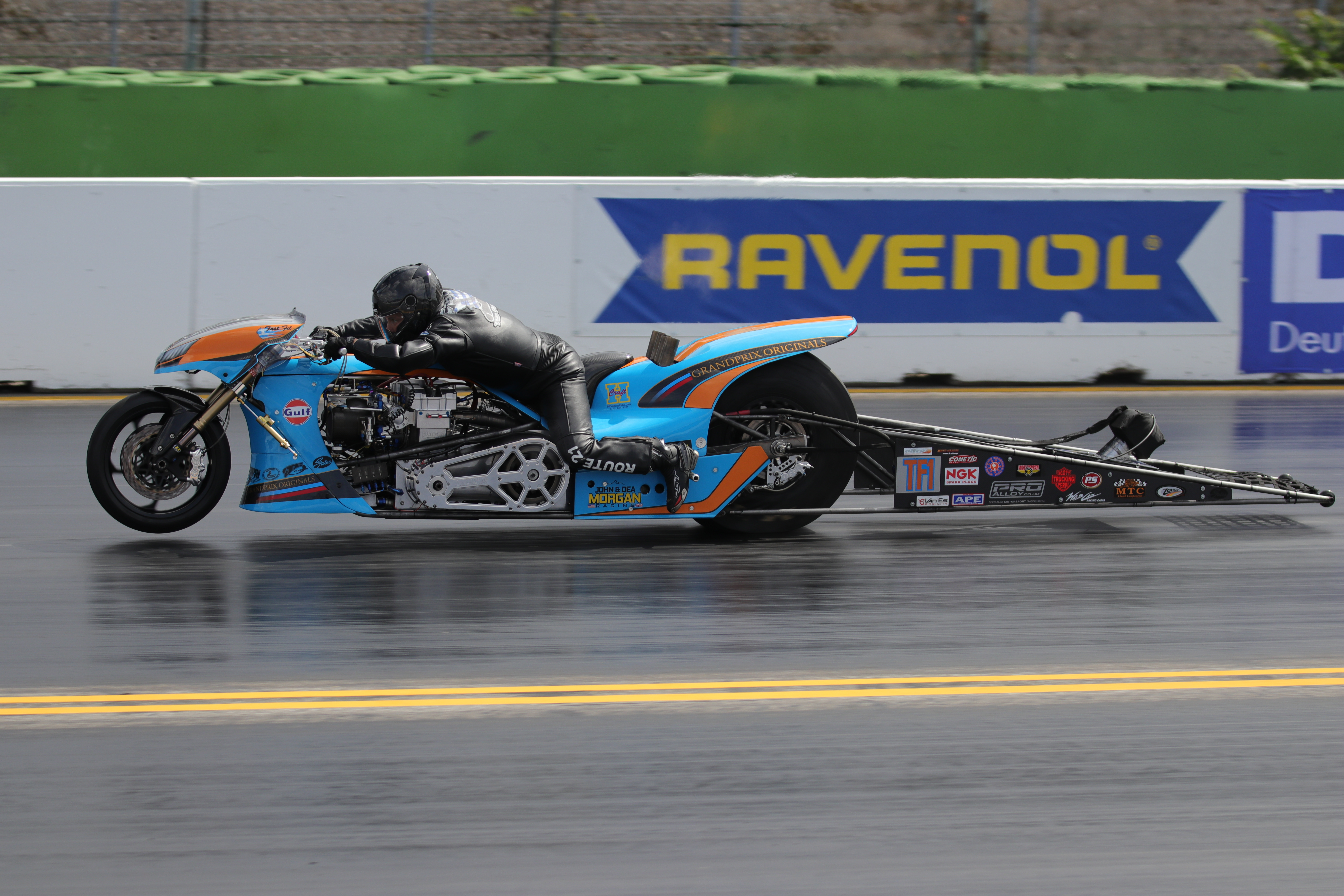
Startendes Top Fuel Bike. Filippos Papafilipou (GRE)

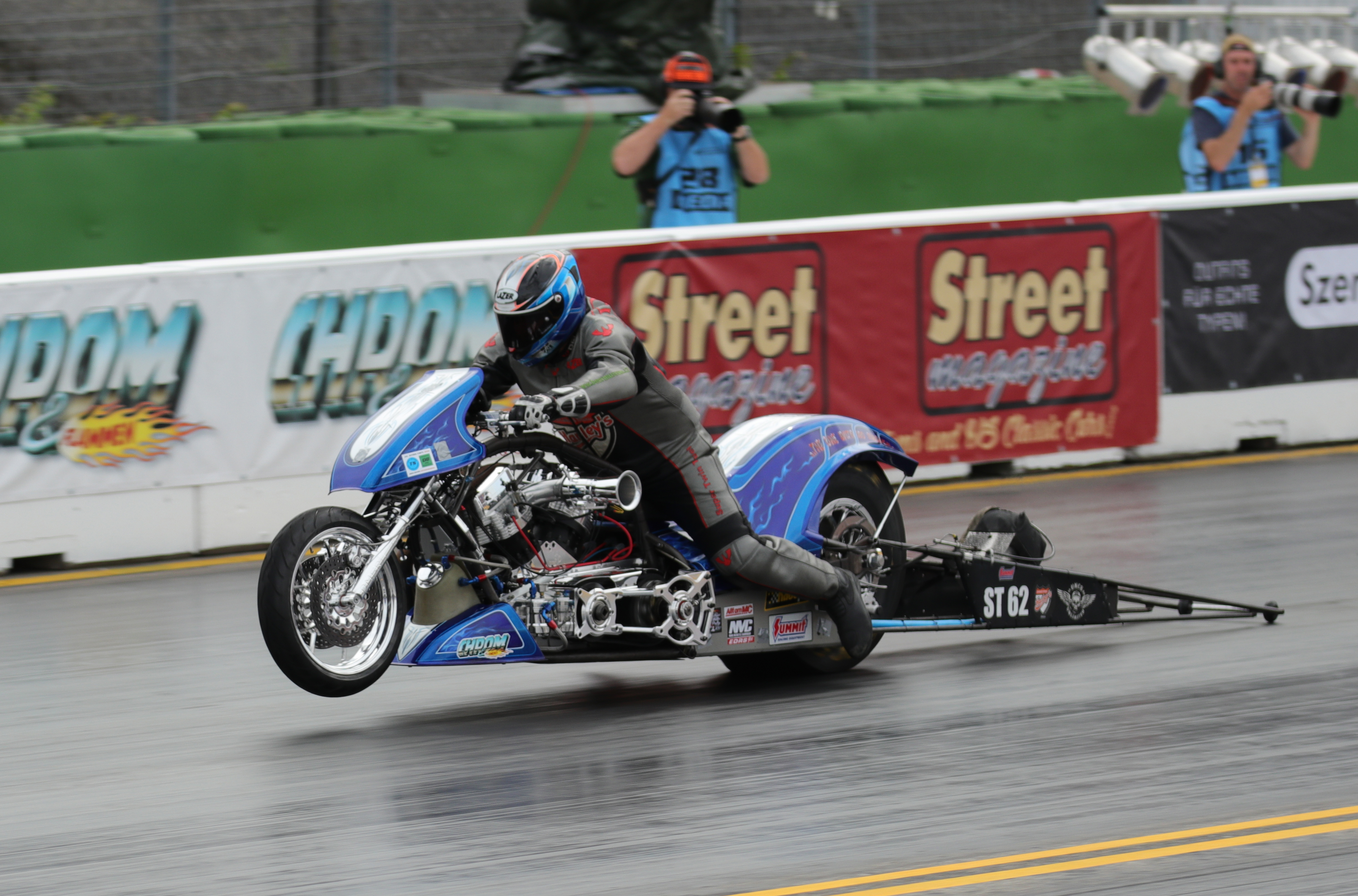
Super Twin TF Bike: Die hinten angebrachten (höhenverstellbaren) Wheeliebars verhindern ein zu starkes Aufsteigen des Motorrads. Dort auch sichtbar: der Bremsschirm mit der Auswurfvorrichtung

Drag Bikes oder auch Drag Racing Bikes sind Motorräder, die speziell für das Drag Racing (Beschleunigungsrennen) konstruiert oder modifiziert wurden. Drag Bikes zeichnen sich insbesondere durch großvolumige, meist aufgeladene Motoren mit sehr hoher Leistung sowie durch (in den meisten Klassen) breite Antriebsräder und sogenannte „Wheeliebars“ aus.

## Geschichte

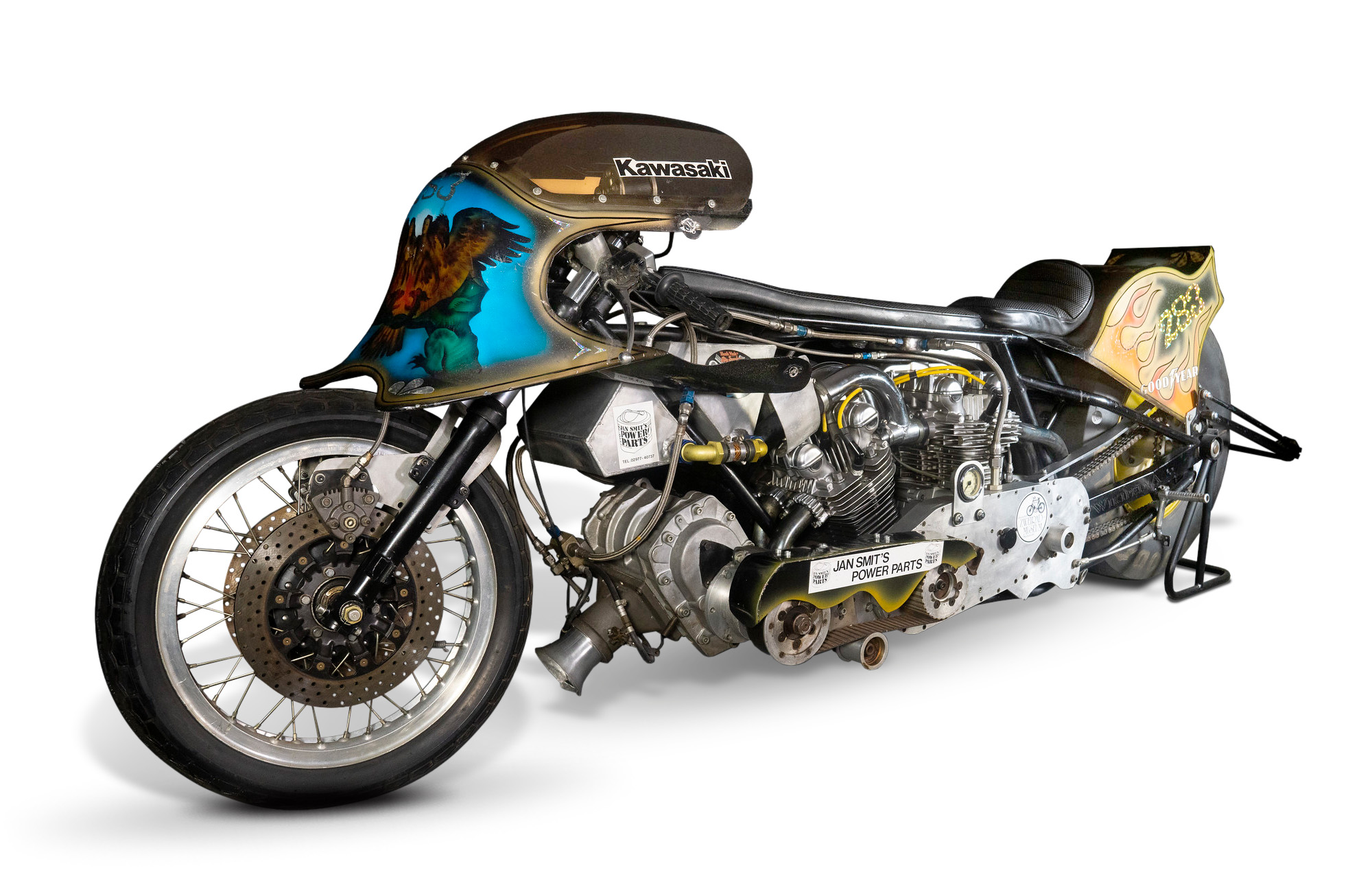
Drag Bike mit zwei, hintereinander verbauten, Kawasaki 4-Zyl.-Motoren und vorgeschaltetem Kompressor (1976)

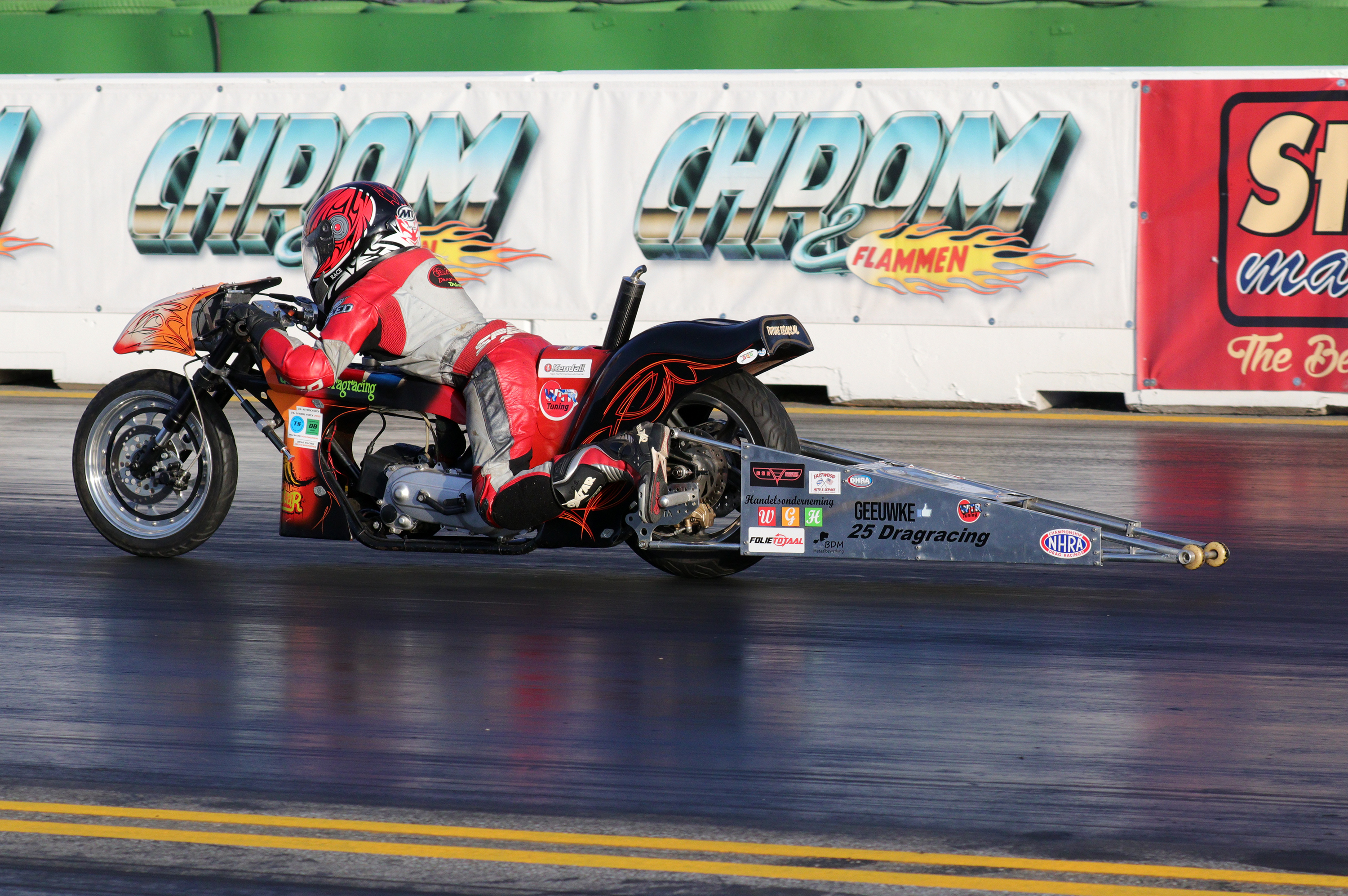
FIM/E Junior Drag Bike.
Geeuwke Siersema (NED)

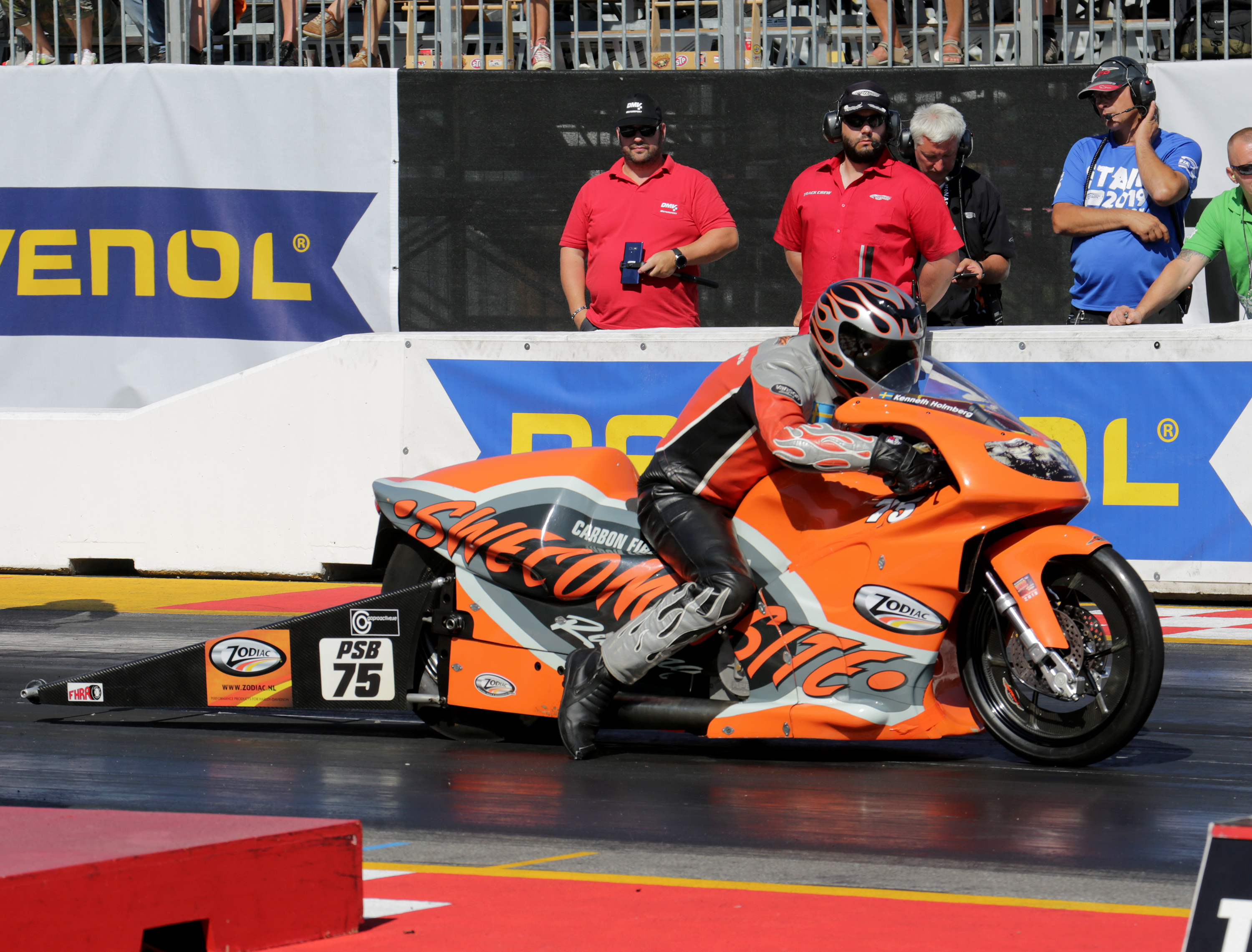
FIM/E Pro Stock Bike.
Kenneth Holmberg (SWE)

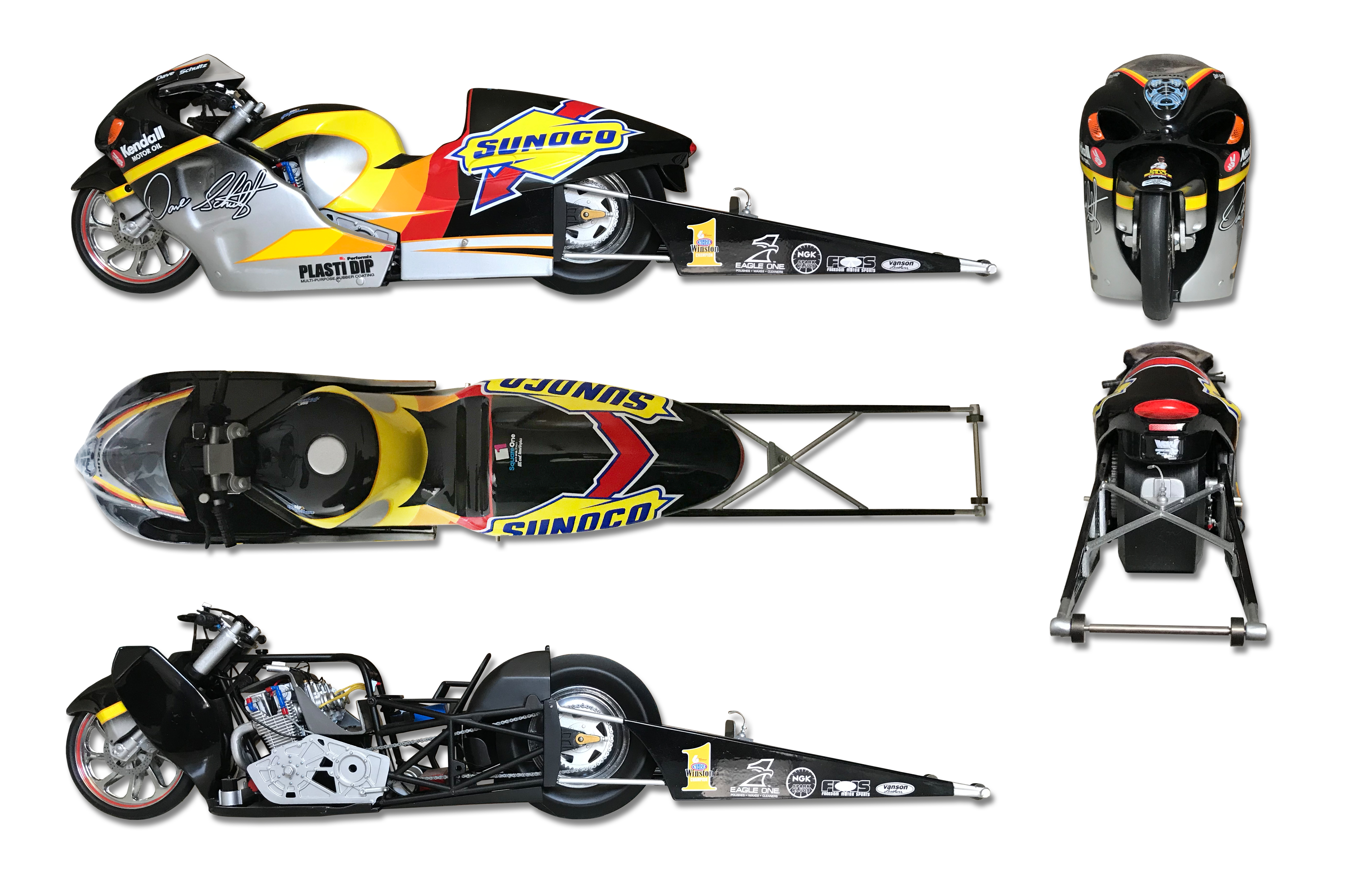
ProStockBike mit der, auf möglichst geringen Luftwiderstand ausgerichteten Verkleidung

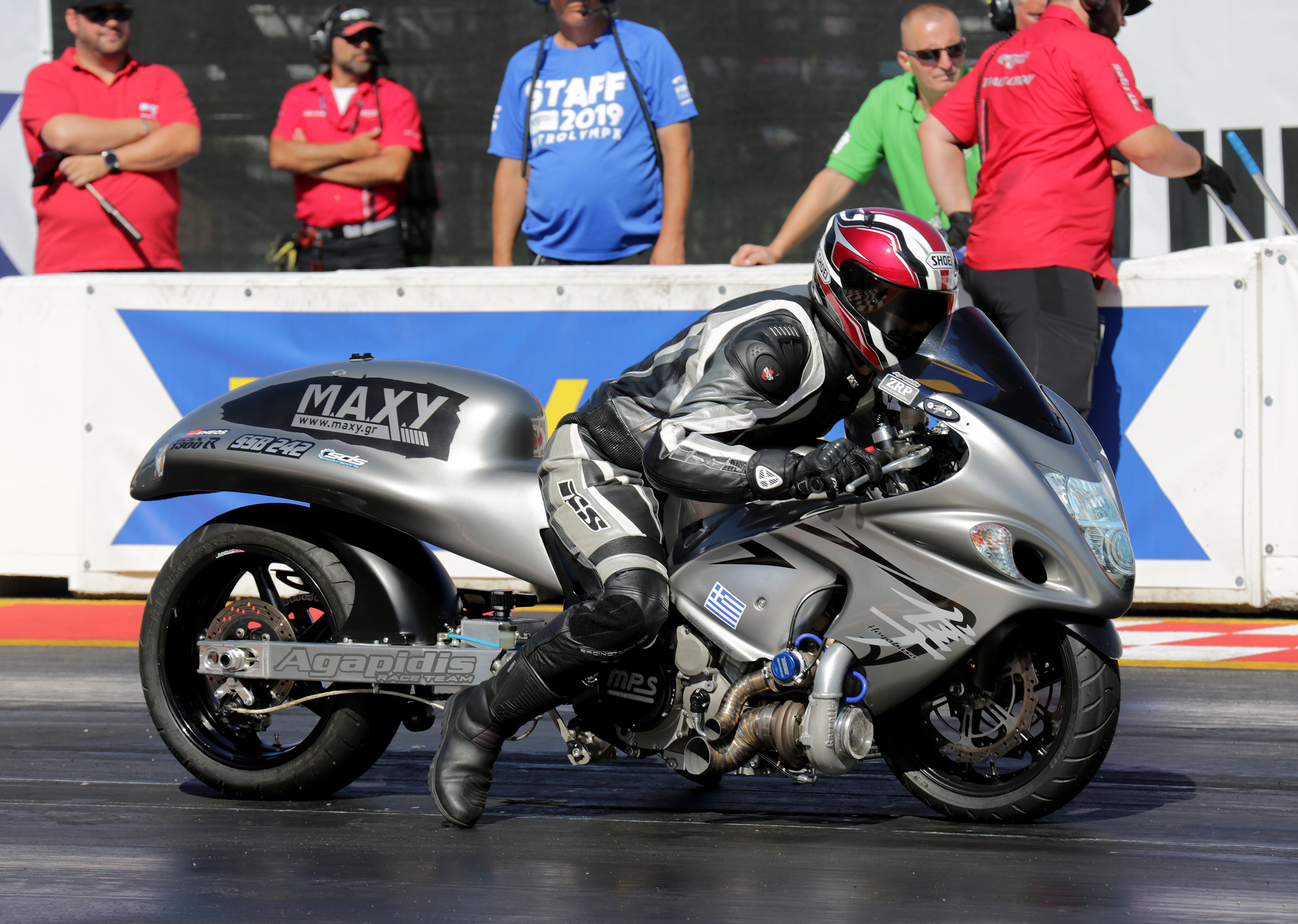
FIM/E Super Street Bike.
Xristos Agapidis (GRE)

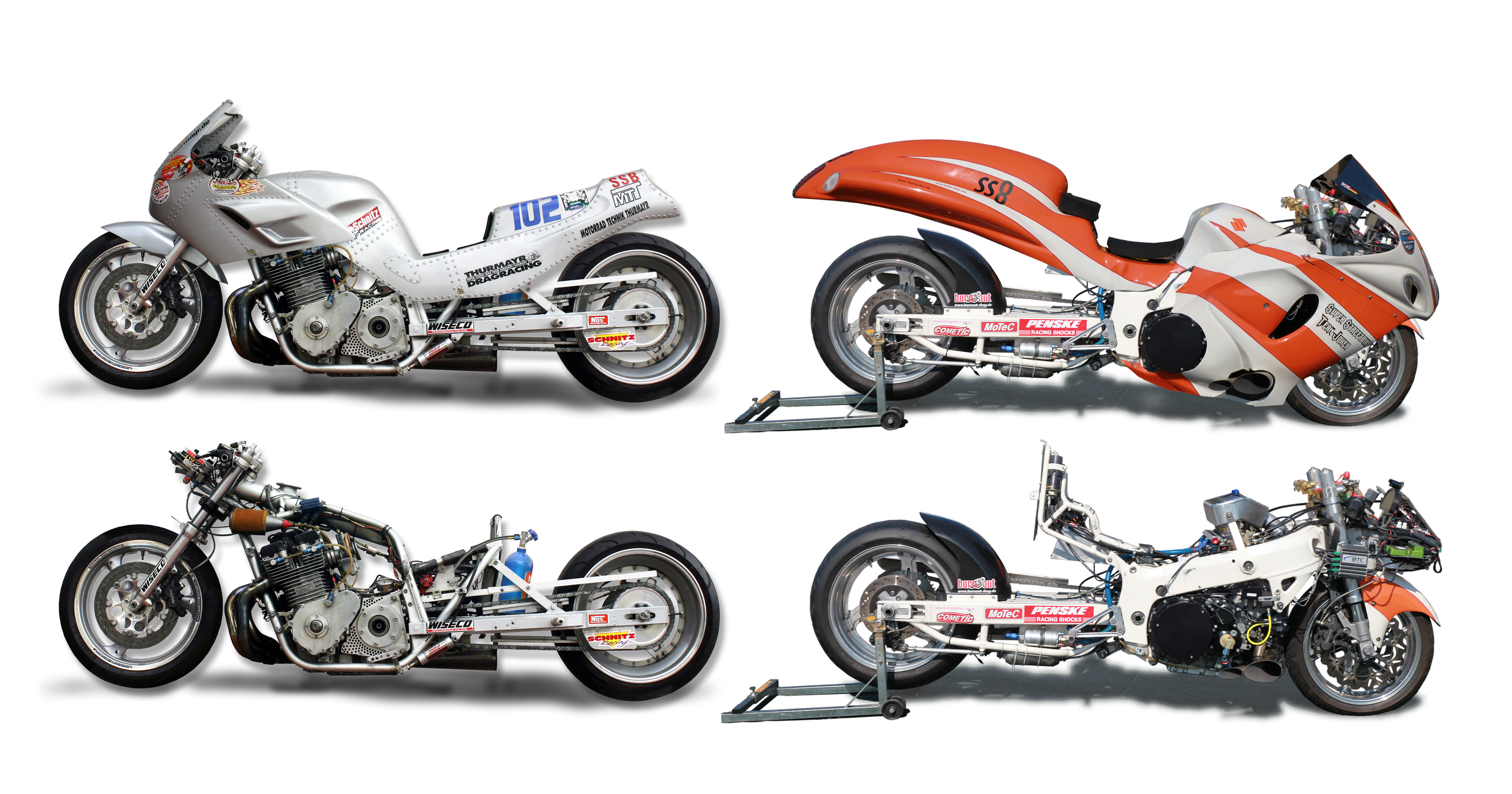
SSB: technische Entwicklung. Links Lachgasunterstützes Bike (1998). Rechts Bike mit Turboaufladung (2016)

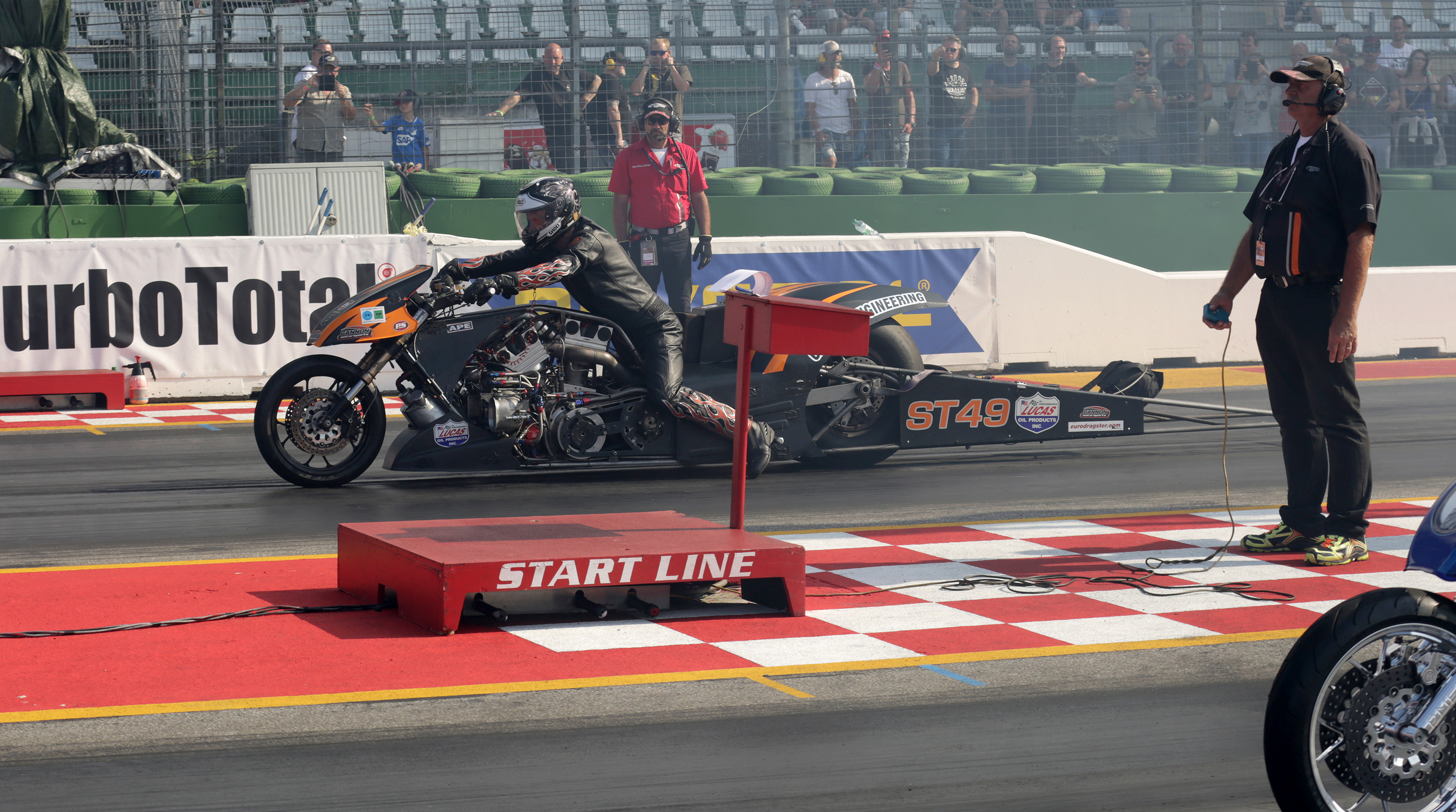
FIM/E Super Twin Top Fuel Bike.
Neil Midgley (GBR)

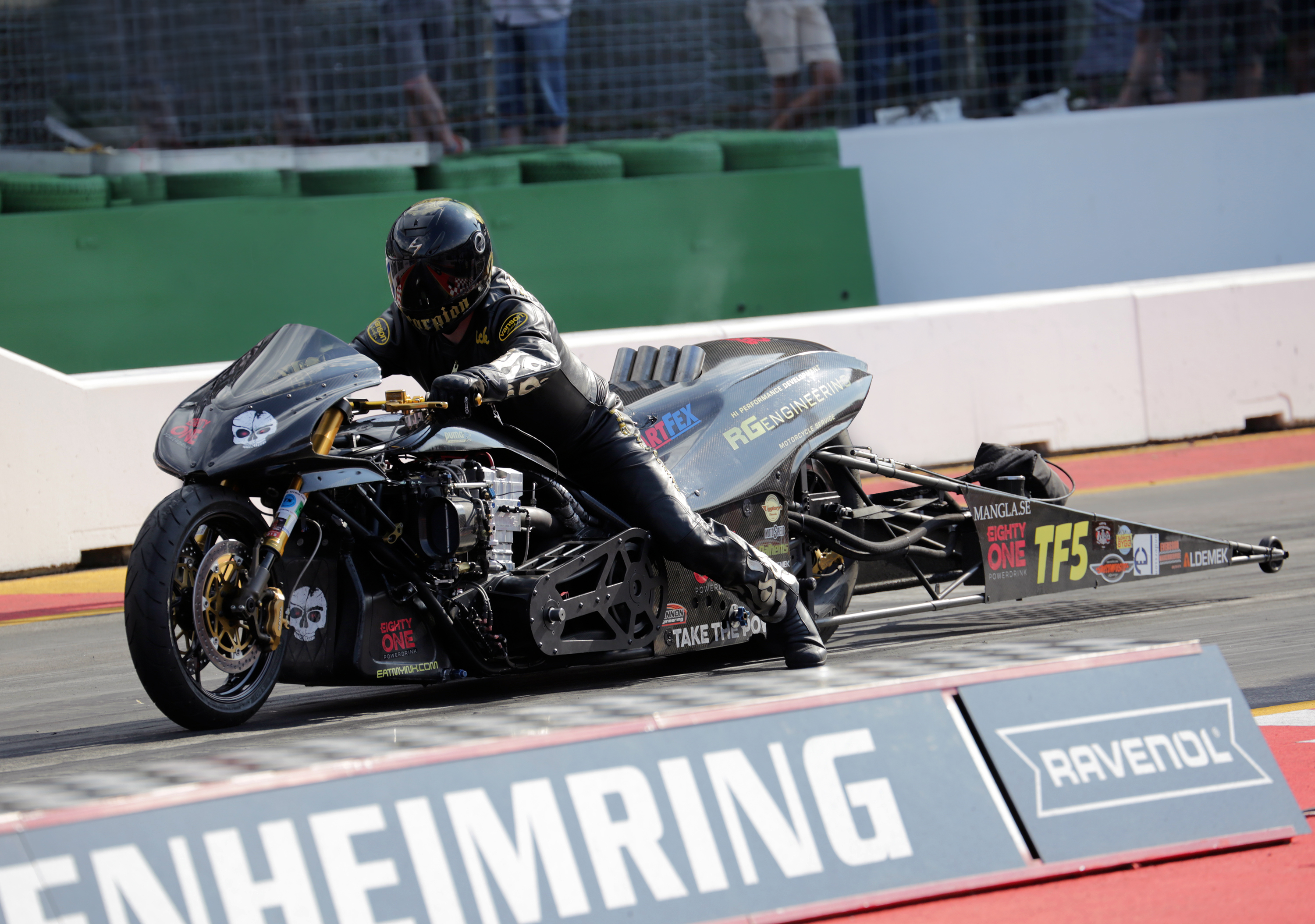
FIM/E Top Fuel Bike.
Rikard Gustafsson (SWE)

Die Anfänge des Drag Bike Racing liegen wie bei den Cars in den USA. Auch hier entwickelte sich der Sport aus den illegalen Rennen von Ampel zu Ampel hin zu einem geordneten Ablauf mit festen Regeln. Das erste offiziell genehmigte Rennen wurde von der American Motorcyclist Association (AMA) 1953 in Pomona, Kalifornien, veranstaltet.
Anfangs beschränkten sich die Modifikationen hauptsächlich auf das „Strippen“ der Bikes, also das Entfernen sämtlichen unnötigen Ballasts. Erste Versuche mit profillosen Reifen und dem Versteifen der Hinterradschwinge folgten.
In den 1960er und 1970er Jahren begannen Versuche, mehrere Motoren hintereinander einzubauen. Zusammen mit eigens angefertigten Rahmen, angeschraubten Kompressoren und selbst konstruierten Primärantrieben entstanden gegen Ende dieser Area Bikes, die mit ihren bis zu drei hintereinander eingebauten Honda- oder Kawasaki-Vierzylindermotoren sowohl technisch als auch körperlich fast nicht zu beherrschen waren. Einer der Protagonisten dieser Zeit war der Niederländer Henk Vink.
In der zweiten Hälfte der 1980er Jahre erlebte dieses Konzept ein kurzzeitiges Revival durch den Red Porsche Killer, einem von Rötger Feldmann und seinem Team entworfenen Drag Bike auf Basis von vier hintereinander verbauten Horex-Regina-Motoren. Das Fahrzeug wurde in der „Drag Bike Szene“ für die sehr gute Qualität der Umsetzung durchaus positiv bewertet, gleichzeitig wurde ihm aber keine wirkliche Wettbewerbstauglichkeit zugetraut.
Der nächste Schritt war eine Rückkehr zur „Ein-Motor-Philosophie“, die bewährte Serienmotoren einschließlich Getriebe so verstärkte bzw. nachbaute, dass sie leistungssteigernde Stoffe wie zum Beispiel Lachgas oder Nitromethan verarbeiten konnten. Im Bereich Top Fuel werden heute speziell angefertigte, extrem teure, teilweise aus dem „Vollen“ (Aluminiumblock) gefräste Motorblöcke und Zylinderköpfe verwendet, die gegenüber den in Gussformen hergestellten Serienkomponenten an Genauigkeit und Stabilität deutlich überlegen sind. Diese Motoren ermöglichen aus dem Stand Zeiten von 5,662 Sekunden und Höchstgeschwindigkeiten von 403,22 km/h über die Viertelmeile (402,3 Meter).
Bei der Verwendung von Lachgaseinspritzungen war die Klasse Super Street Bike lange Zeit führend. Hier hat nach anfänglichen Schwierigkeiten mit der Dosierbarkeit die Entwicklung von programmierbaren Steuerungen zu beachtlichen Resultaten geführt. Inzwischen wird bei den SSB auf die Turbotechnik gesetzt. Den Weg des „klassischen“, rein mechanischen Tunings wählten die Pro Stock Bikes.

## Sportsman-Klassen

### Harley-Davidson V-Rod Destroyer
Eine Rennserie im Amateurbereich war der 2006 vom US-amerikanischen Motorradhersteller Harley-Davidson auch in Europa ins Leben gerufene Destroyer Cup. Die Fahrer traten auf Drag Bikes des Typs Harley-Davidson VRXSE V-Rod gegeneinander an, die bis auf geringfügige Modifikationen, etwa an der Zündung, technisch gleich waren. Die auf 1300 cm³ aufgebohrten Zweizylindermotoren leisteten 165 hp (123 kW). Die Motorräder hatten ein Gewicht von etwa 250 kg und legten die Renndistanz von einer Viertelmeile in weniger als zehn Sekunden zurück. Seit 2019 wird die Serie in Europa nicht mehr ausgeschrieben, vereinzelte V-Rods treten in verschiedenen Sportsman-Klassen an.

### E.T. Bike
Die Gruppe der „E.T.Bikes“ (von englisch „Elapsed Time“ = verstrichene Zeit) wird in Europa seit einigen Jahren ausgeschrieben. Eine beliebte Klasse ist SOET (Street Outlaw Elapsed Time). Angesiedelt zwischen Street Bikes und den wesentlich kostenintensiveren Super Street Bikes, gelten die ETB als Einstiegsklasse. In dieser Klasse findet sich eine große Marken- und Typenvielfalt mit unterschiedlichen Motorenkonzepten. Es gibt kein festes Zeitfenster, in dem sich die Teilnehmer bewegen. Es werden Zeiten zwischen 9,000 und 11,999 Sekunden gefahren. Trainierte bzw. erfahrene Fahrer können auf gut präparierten Strecken „Hohe 8er“ erreichen, Zeiten von weniger als 9 Sekunden. Die Gruppe der E.T. Bikes erreicht ca. 250 km/h. Die stärksten Fahrer und Maschinen findet man in der Klasse „8:50 Bike“; hier treten sowohl Zwei- als auch Vier-Zylinder-Motorräder gegeneinander an. Es darf lediglich eine Zeit von 8,50 Sekunden nicht unterboten werden, um Wettbewerbsverzerrung zu vermeiden.

### Funny Bike
In der Klasse der „FB“ findet man eine große Bandbreite verschiedenster Bike-Konzepte. Sowohl Zwei- als auch Vierzylinder sind zugelassen. Häufig werden ältere Bikes aus höheren Klassen (z. B. Top Fuel, Pro Stock, Competition), deren Technik in ihrer ursprünglichen Klasse nicht mehr wettbewerbsfähig ist, durch Umbauten dem Reglement angepasst und eingesetzt. Zur Leistungssteigerung verwenden die Teams Kompressoren, Turbolader und/oder Lachgas (N2O). Es darf Benzin oder Methanol getankt werden. Die Rahmen sind Spezialkonstruktionen. Es werden profillose Slickreifen mit besserer Bodenhaftung verwendet, Wheeliebars sind vorgeschrieben. Die Viertelmeilenzeiten liegen bei den besten Fahrern im Bereich um etwa 7 Sekunden, wobei Endgeschwindigkeiten von mehr als 300 km/h erreicht werden. Hin und wieder treten (hauptsächlich in Europa) Funny Bikes auch in der Klasse Top Fuel an, wo sie wegen ihrer leichter zu beherrschenden Technik und der höheren Zuverlässigkeit durchaus Außenseiterchancen haben.

### Super Twin Top Gas Bike
In der Klasse „STTG“ (oder auch TG) dominieren Aggregate auf Harley-Davidson-Zweizylinder-Basis die Technik. Aber auch Ducatis, Hondas oder Eigenbauten kommen vereinzelt zum Einsatz. Der Hubraum ist nicht reglementiert, bewegt sich aber in der Regel zwischen 2000 und 2850 cm³. Die Fahrwerke sind entweder stark modifiziert oder komplette Spezialkonstruktionen. Mechanische Aufladung wie Kompressor oder Turbolader sind erlaubt, Slicks und Wheeliebars sind ebenfalls regelkonform. Lachgas-Einspritzung ist verboten. Die mit klopffestem Benzin betriebenen Motoren leisten etwa 400 PS (294 kW). Die Zeiten für eine Viertelmeile liegen auf gut präparierten Strecken bei 7,4 Sekunden, die Höchstgeschwindigkeiten bei etwa 280 km/h. Die Klasse „Top Gas“ fährt seit vielen Jahren eine eigene (nicht FIM-reglementierte) Meisterschaft aus.

### Galerie (Sportsman-Klassen)

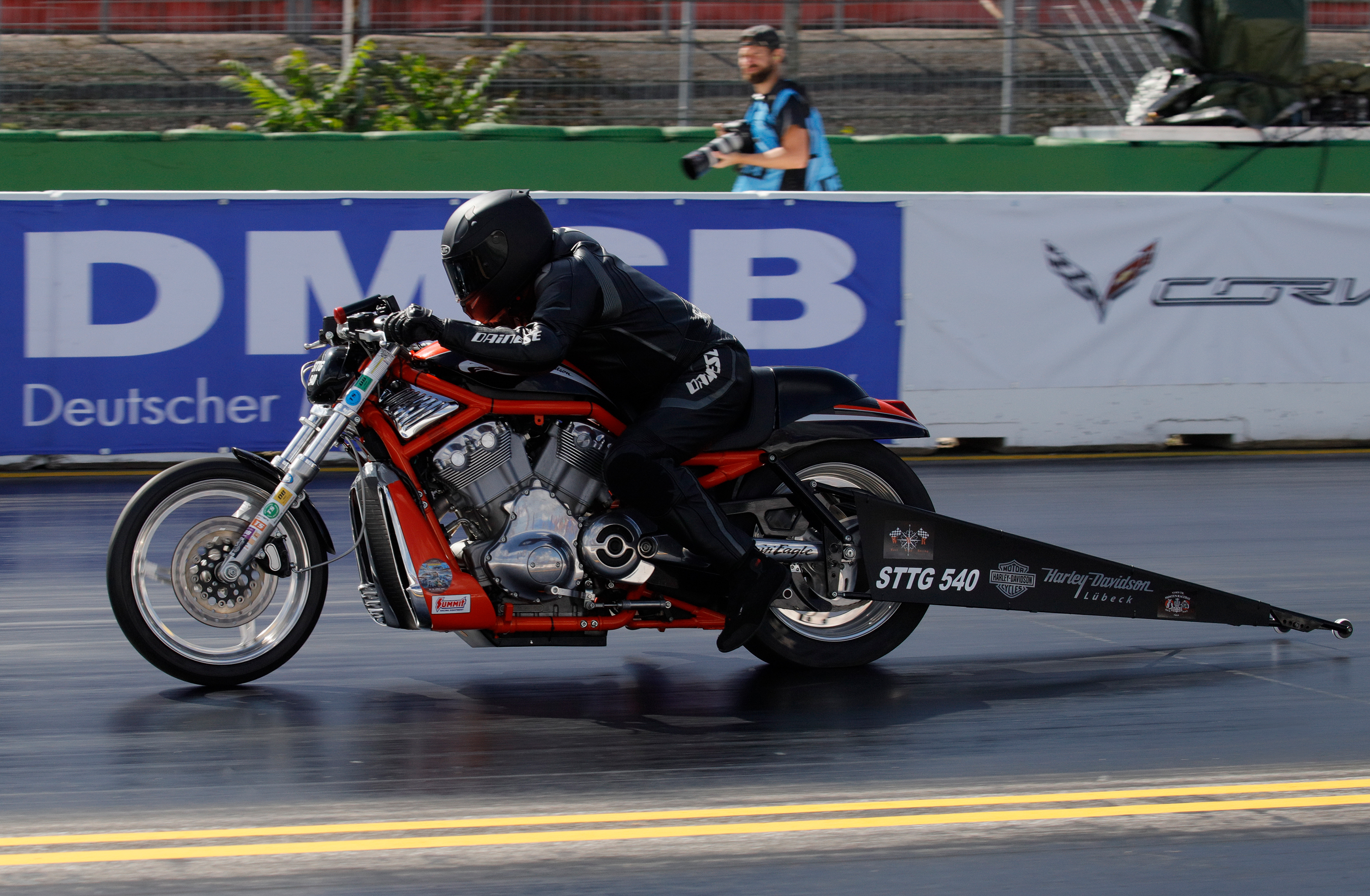
Harley-Davidson Factory Dragster V-Rod Destroyer
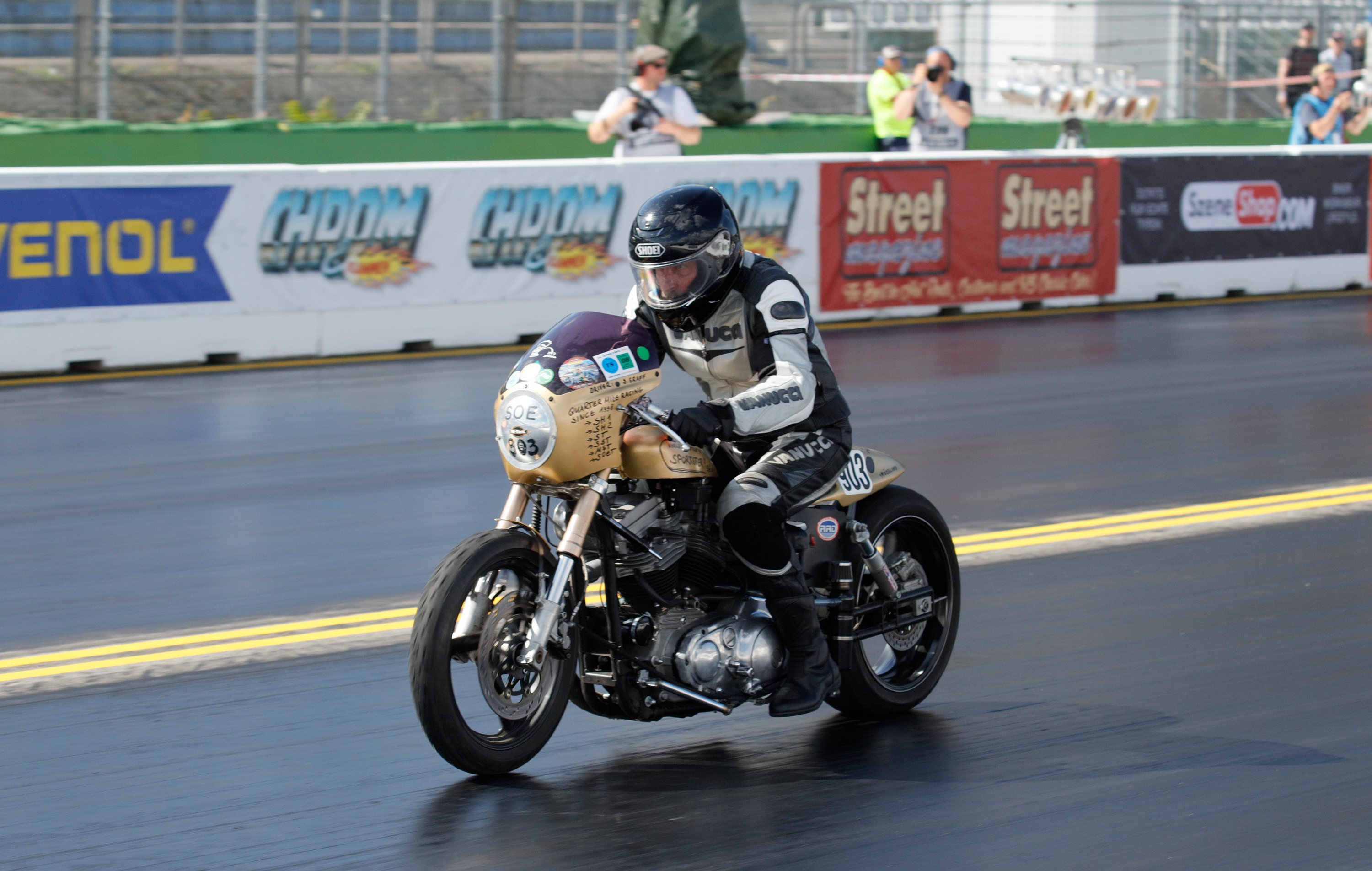
E.T. Bike. Stefan Graff (GER)
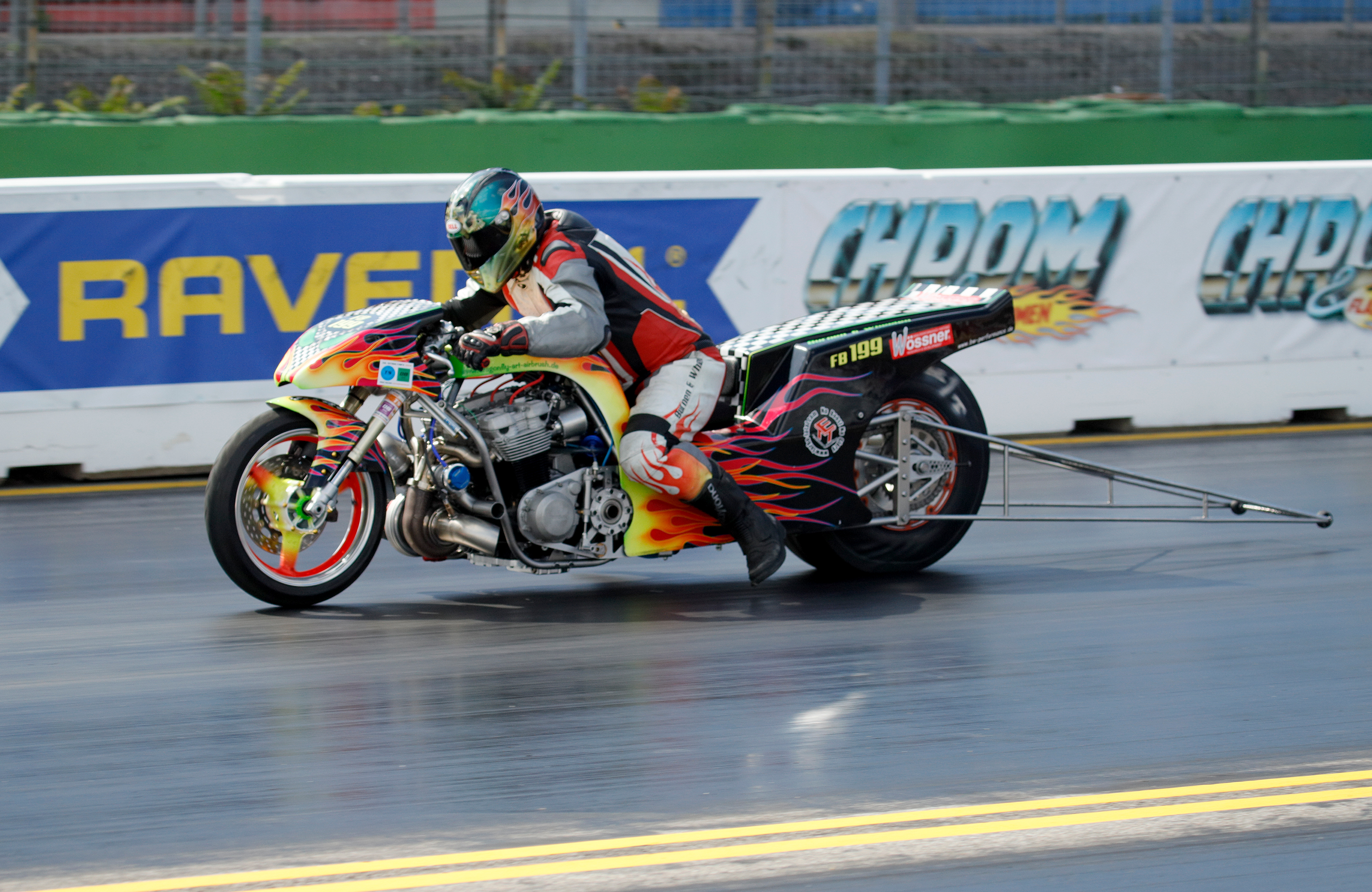
Funny Bike. Markus Laur (GER)
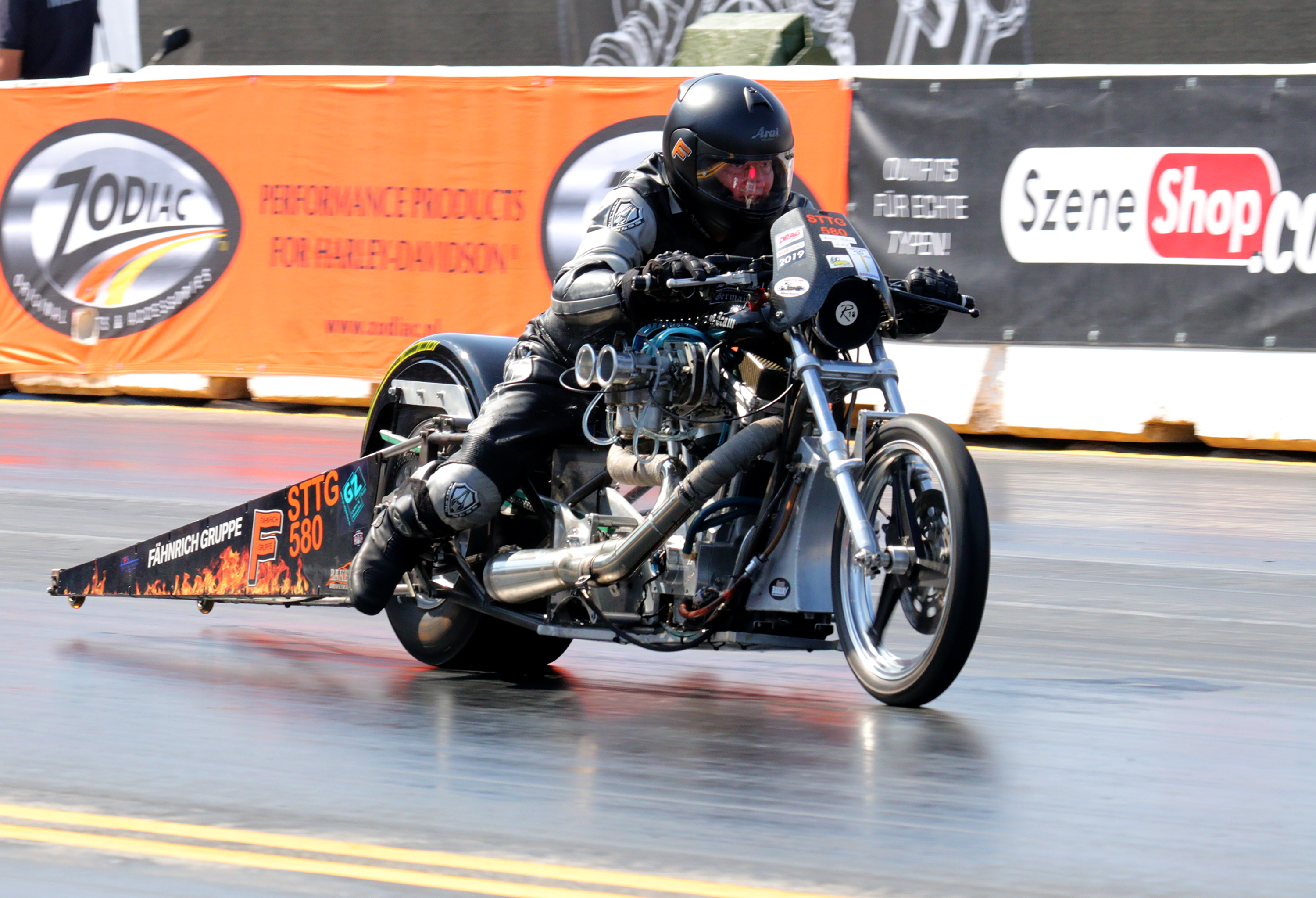
Top Gas Bike. Andreas Herr (GER)

## Pro-Klassen

### Junior Drag Bike (FIM/E)
Die Klasse Junior Drag Bike (JDB) wurde zur Nachwuchsförderung und zu einem ersten Heranführen an den Sport eingeführt. Zur Saison 2018 erhielt sie das FIM-Europe-Prädikat, das die Austragung einer offiziell anerkannten Europameisterschaft beinhaltet. Die Klasse ist in drei Unterkategorien (Stock/Modified/Pro) unterteilt, die das Alter der Fahrer (zwischen 8 und 17 Jahren) und die Leistung der Motoren in Relation bringen. Die Maschinen haben maximal 250 cm³ Hubraum und erreichen teilweise über 140 km/h. Als Renndistanz ist die Achtelmeile (201,17 Meter) festgelegt.

### Pro Stock Bike (FIM/E)
Die „PSB“ fahren ein sehr enges Reglement: Nur klassisches Tuning. Lediglich mechanisches Tuning und Bearbeiten der Motorräder ist gestattet. Die Motorräder haben fast alle einen Gitterrohrrahmen und eine einteilige Karosserienachbildung, deren Optik an ein serienmäßiges Straßenmotorrad angelehnt ist. Jegliche Leistungssteigerung durch Lachgas, Kompressor, Turbolader und Ähnliches ist verboten. Die Tuner der Top-Teams erreichen Leistungssteigerungen bis zu 600 PS (441 kW). Die Motoren sind meist Vierzylinder mit einem Hubraum zwischen 1500 und 1755 cm³. Es werden auch Zweizylinder in V-Twin-Version gefahren, die einen maximalen Hubraum von 2608 cm³ erlauben. Beide Konfigurationen ermöglichen Zeiten im Bereich von rund 7 Sekunden und Geschwindigkeiten von knapp über 310 km/h.

### Super Street Bike (FIM/E)
Die „SSB“ starteten in den frühen 1990er Jahren als Einsteigerklasse in das organisierte Dragracing und waren für japanische Vierzylinder reserviert. Im Gegensatz zu den „Street-Bikes“ war in dieser Kategorie keine Straßenzulassung der Motorräder mehr notwendig. In den 2000er Jahren machte die Klasse eine rasante technische und professionelle Entwicklung durch, die zur Aufnahme der Klasse in den UEM-FIM/E-Kalender führte. Zur Leistungssteigerung dürfen Turbolader, Kompressoren oder Lachgas (N2O) eingesetzt werden. Als Kraftstoff ist nur Benzin zulässig. Es dürfen ausschließlich handelsübliche Straßenreifen gefahren werden. Wheeliebars sind verboten. Die Viertelmeilenzeiten liegen im Spitzenfeld an der 7-Sekunden-Grenze, wobei diese Marke schon öfter unterboten wurde. Auch die wichtige „200-Meilen-Marke“ (321,869 km/h) wurde schon deutlich überboten.
Technische Entwicklung
Die ersten Modifikationen an den SSBs gingen in den Bereich Gewichtsreduzierung: Scheinwerfer, Blinker, Schutzbleche, Soziusfußrasten, Rückspiegel usw. wurden entfernt. Da Stoßdämpfer in dieser Entwicklungsphase der Bikes keine Rolle spielten, wurden die Federn und andere Teile entfernt und die Dämpfer entweder verblockt oder durch einfache Streben (vor allem an den Hinterachsen) ersetzt.
Zur Mitte der 1990er Jahre waren die Super Street Bikes fast ausschließlich Starrrahmen-Eigenkonstruktionen ohne jede Federung, die mit einteiligen Karosserieabgüssen aus Kunststoff verkleidet waren. Die häufigste Maßnahme zur Leistungssteigerung der mehrheitlich eingesetzten Suzuki GSX- und GSX-R-Motoren war die Verwendung von Lachgas, das über sogenannte Fogger-Düsen direkt in die Ansaugtrichter der Vergaser eingespritzt wurde. Um den plötzlich auftretenden massiven Leistungszuwachs besser dosieren zu können, wurden getaktete Lachgassteuerungen, „Controller“, entwickelt. Gleichzeitig gab es erste Versuche mit Data-Recording (mit 3 Sensoren), um die Abstimmung der Bikes zu erleichtern. Um mit den vorgeschriebenen Straßenreifen eine maximale Auflagefläche (Traktion) zu erreichen, wurden teilweise Reifendrücke von 0,1 bar gefahren. In einer solchen Zusammenstellung waren Zeiten zwischen 8,4 und 8,0 Sekunden über die Viertelmeile möglich.
Ab 2005 kam es zu einem Paradigmenwechsel: Durch das vermehrte Auftreten von SSB-Bikes des Modells Suzuki Hayabusa und der inzwischen professionalisierten Datenerfassung (12 Sensoren) verschwanden die Starrrahmen zugunsten einer traktionsfördernden Hinterradfederung, und die Lachgaseinspritzung wurde durch den Einsatz von leichter kontrollierbaren Turboladern ersetzt. Die Zeiten verbesserten sich innerhalb kurzer Zeit um mehr als 1 Sekunde über die Viertelmeile. Diese nach dem europäischen FIM-Reglement aufgebauten Bikes erzielen gegenwärtig (Stand: Aug. 2022) Resultate von bis zu 6,741 Sekunden mit 363,33 km/h über die Viertelmeile.

### Super Twin Bike (FIM/E)
Die Zweizylinder der „STTF“ stammen im Allgemeinen von US-amerikanischen Spezialfirmen und ähneln äußerlich den Motoren der Traditionsmarke Harley-Davidson. Der Hubraum ist für Saugmotoren auf 3000 cm³ beschränkt. Aufladung mittels Kompressoren oder Turboladern ist erlaubt, der maximal zulässige Hubraum beträgt dann 2000 cm³ bei der Verwendung von 90 % Nitromethan und 1700 cm³ bei der Verwendung von bis zu 100 % Nitromethan. Die Motoren leisten etwa 800 PS (588 kW) und erlauben Viertelmeilen-Zeiten von weniger als sieben Sekunden. Die nach FIM/E geltenden Bestmarken (2× erzielter Wert innerhalb 3 %) liegen aktuell (Stand: Saisonende 2023) bei 5,999 Sekunden und 370,74 km/h.

### Top Fuel Bike (FIM/E)

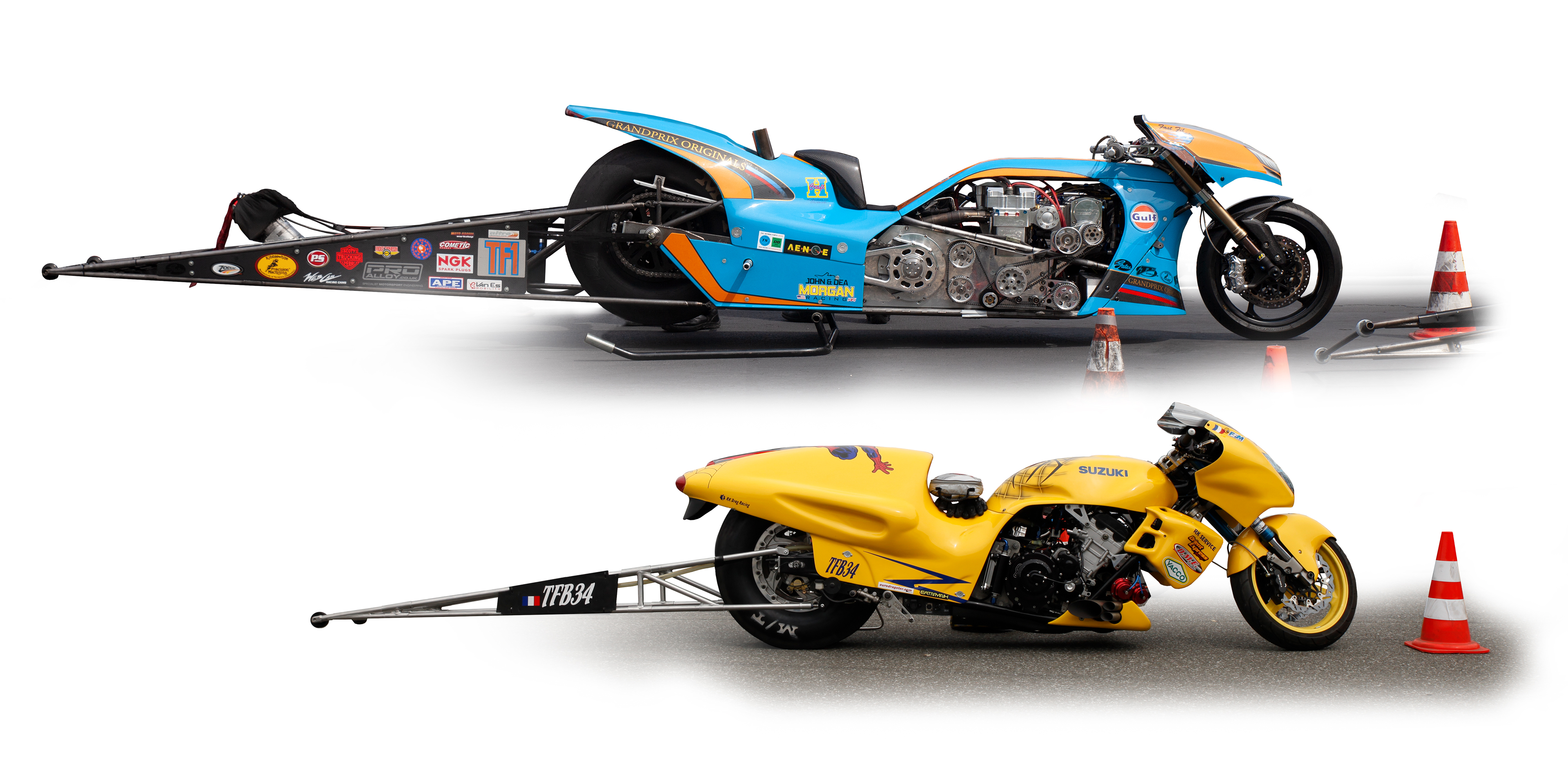
Vergleich eines Nitro/Kompressor Bikes (oben) und eines Turbo/Lachgas Bikes (unten). Beide starten in der FIM European Drag Bike Championship in der Klasse Top Fuel (Verkehrsleitkegel als Maßstab).

Die Klasse „TFB“ unterliegt kaum Beschränkungen hinsichtlich möglicher Modifikationen. Hier starten Motorräder, die meist in Vierzylinder-Reihenbauweise konstruiert sind. Ähnlich wie bei den Super Twin Bikes sind die Motoren Einzelanfertigungen, die meist aus dem „Vollen“ (Aluminiumblock) gefräste Motorblöcke und Zylinderköpfe verwenden, die den in Gussformen hergestellten Serienkomponenten an Genauigkeit und Stabilität deutlich überlegen sind.
Als Kraftstoff ist Nitromethan vorgeschrieben. Die Verwendung von Kompressoren oder Turboladern ist erlaubt. Bei der Verwendung von Saugmotoren sind ein oder auch zwei Motoren mit einem maximalen Hubraum von 3200 cm³ als Antrieb erlaubt. Der maximal zulässige Hubraum für aufgeladene Vierzylindermotoren beträgt 1700 cm³, für aufgeladene Zweizylindermotoren 2000 cm³. Top Fuel Bikes leisten über 1.000 PS (735 kW) und passieren die Ziellinie nach weniger als 6 s mit etwa 380 km/h.
Technik: Gegenüber den anderen Drag Bike-Klassen (und auch allen sonstigen Motorrädern) weisen TF-Bikes eine Besonderheit auf: Die Zylinderköpfe sind „verkehrt herum“ montiert. Die Einlass-Seite, mit den davor montierten Ansaugkomponenten (Vergaser, Kompressor) befindet sich vorne, die Auslass-Seite mit dem Auspuffsystem hinten. Dies ermöglicht eine bessere Versorgung des Motors mit Sauerstoff (durch direktere Anströmung) und eine schnellere, geradlinige Entsorgung der Abgase. Durch die Kürze der Renndistanz ist eine Kühlung der Auspuffanlage durch den Fahrtwind (wie bei Serienmotorrädern) nicht notwendig.

### Europameisterschaft
Für die verschiedenen PRO-Klassen wird von der FIM Europe eine European Drag Bike Championship (Drag-Bike-Europameisterschaft) ausgeschrieben.

## „Sideshow“-Klassen

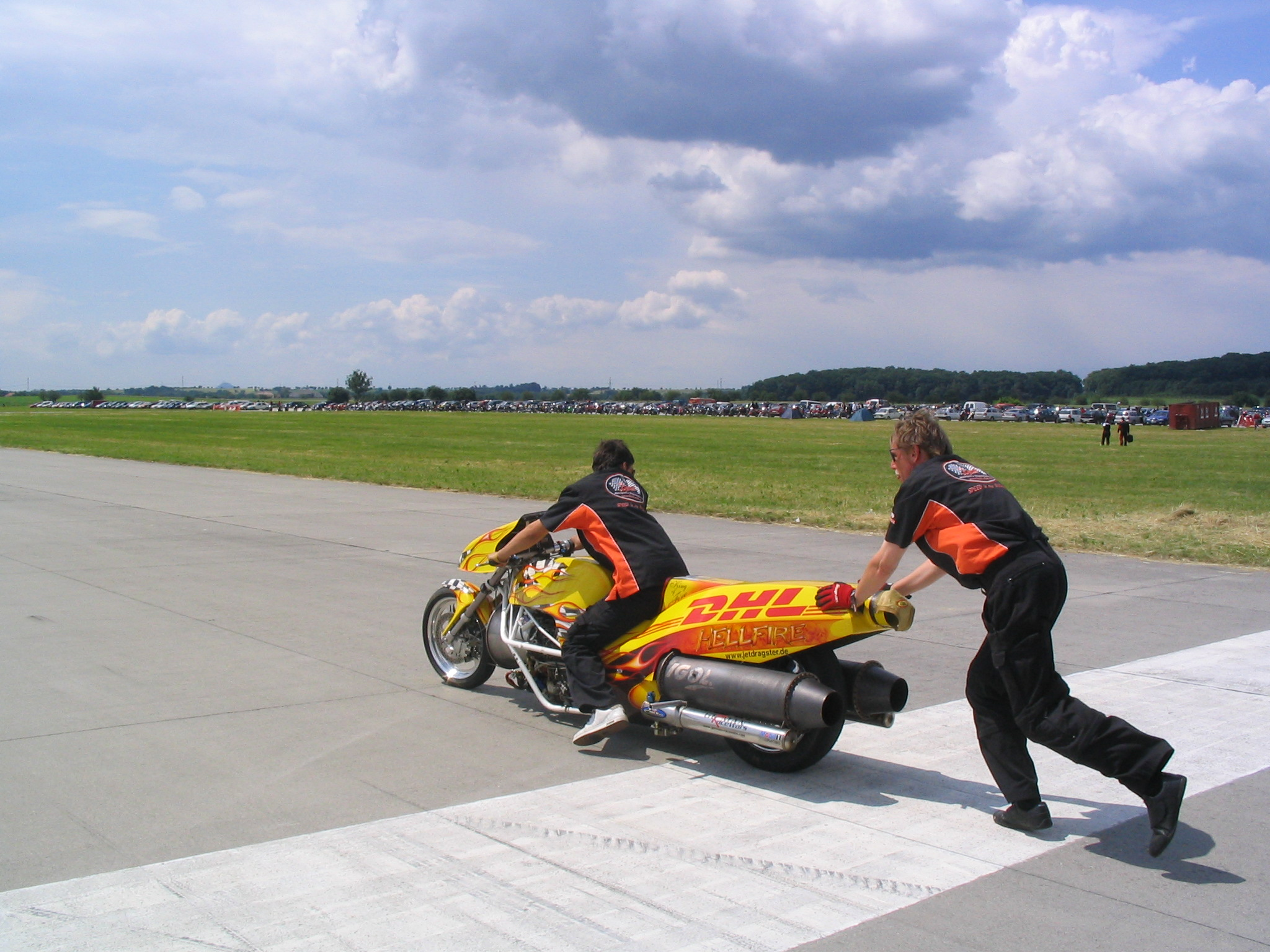
Jet-bike

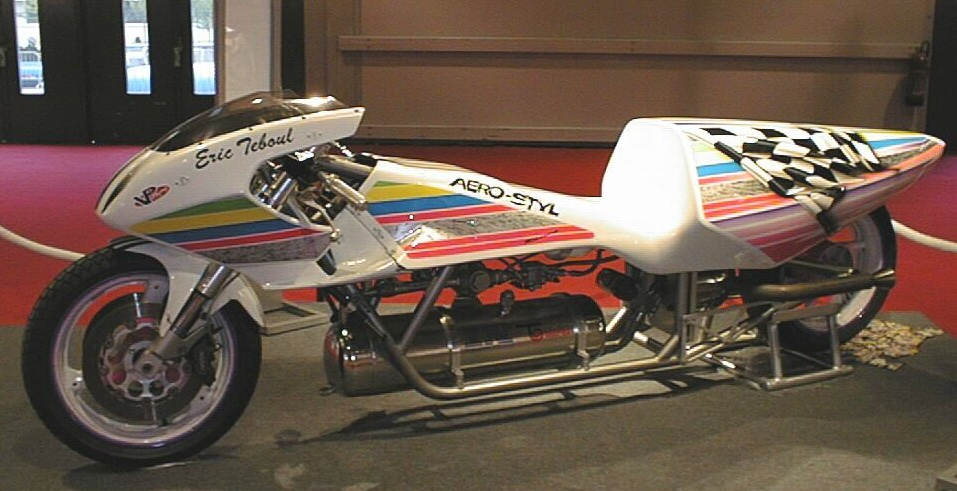
Drag Bike mit Raketen-Antrieb von Éric Teboul

Im Drag Bike Racing gibt es immer wieder Motorräder, die sich auf Grund ihrer Bauweise oder den anderen Spezifikationen (Antrieb) in die gängigen Klassen nicht (oder nur sehr schwer) integrieren lassen, oder generell als Show-Fahrzeuge konzipiert sind und im Rahmenprogramm größerer Veranstaltungen auftreten. In der Szene spricht man oft von „Sideshow-Bikes“.

### Showbikes

#### Jet-Bike und Jet-Quad
Im Show-Teil größerer Drag Racing-Veranstaltungen sind Fahrzeuge mit Jet-Antrieb bei den Zuschauern sehr beliebt. Bei Drag-Cars kommen verschiedene ausgemusterte Kampfjet-Triebwerke zum Einsatz, die zur Erzeugung einer spektakulären „Flame-Show“ mit Nachbrennern ausgestattet sind. Bei Motorrädern und Quads gibt es Exemplare mit Hubschrauber-Turbinen. Bei jetbetriebenen Fahrzeugen sind, wegen der Gefahr, in den Strahl (Jet-Blast) des anderen Fahrers zu geraten, Rennläufe verboten und Side-by-Side Showruns extrem selten.

#### Rocket-Bike
Ein gewisses Alleinstellungsmerkmal hat das Drag Bike des Franzosen Eric Teboul. Hier wird hochkonzentriertes Wasserstoffperoxid als Antrieb verwendet, das auch als Raketentreibstoff zum Einsatz kommt. Zur Schubabgabe kommen Steuerdüsen aus dem Apollo-Programm zum Einsatz. Mit diesem Bike verbessert Teboul seit 2001 ständig seine Rekorde über die Viertelmeile aus dem Stand. Die aktuelle Bestzeit (Stand 2021) liefert ein Resultat aus dem Jahr 2013 mit einer Zeit von 5,12 Sekunden und einer Geschwindigkeit von 264 mph (424,8 km/h). 2011 konnte er sogar eine Geschwindigkeit von 281 mph (452,2 km/h) erzielen, jedoch gelang ihm kein Bestätigungslauf. Mit diesem Ergebnis liegt er aber deutlich vor dem Top Fuel Bike Weltrekord von Larry McBride (USA) mit 245,36 mph.
Im Gegensatz zu konventionellen Drag Bikes ist bei diesem Fahrzeug eine Leistungsdosierung nicht möglich. Der Raketenantrieb hat keine Drosselklappe – sobald die Reaktion beginnt, beschleunigt das Bike, bis der Treibstoff ausgeht. Das bedeutet, dass Teboul die Menge an Wasserstoffperoxid sehr genau berechnen muss, die er dem Tank hinzufügt.

### Neben-Klassen

#### Electro-Drag Bike
Auf Grund der kurzen Renndistanz eignet sich Drag Racing grundsätzlich sehr gut zum Einsatz von Elektroantrieben. Erstmals erzielte ein auf den Namen KillaCycle getauftes Motorrad am 23. Okt. 2008 auf dem Bandimere Speedway (Morrison, Colorado, USA) mit 7,89 Sekunden und einer Höchstgeschwindigkeit von 270 km/h (168 mph) über die Viertelmeile einen von der NEDRA (National Electric Drag Racing Association) anerkannten Weltrekord.
Seitdem hat eine rasante technische Entwicklung eingesetzt. Mit Lithiumzellen betriebene Elektromotoren können ein Leistungsgewicht liefern, das Hochleistungsbenzinmotoren ähnelt. Läufe im Drag-Racing dauern etwa zwischen 10 und 4 Sekunden, sodass die Reichweite der Akkus kein Problem darstellt. Eine Reihe von elektrischen Dragbikes und Dragstern (Autos) konkurrieren inzwischen sogar mit den konventionell angetriebenen Fahrzeugen in den Top-Fuel-Klassen. Trotz der leichteren technischen Handhabung und der größeren Zuverlässigkeit haben die E-Fahrzeuge hier aber bisher nur Außenseiterchancen, zum Beispiel wenn ein „Fueler“ wegen technischer Probleme den Lauf abbrechen muss. Die Rekorde für E-Drag-Rennen sind bei NEDRA aufgeführt.
Seit September 2020 steht der absolute Rekord für E-Drag Bikes bei 6,8697 Sekunden und 314,57 km/h (195,47 mph). Aufgestellt von Hans-Henrik Thomsen (DK) mit „Silver Lightning-350Volts“ auf dem Santa Pod Raceway (Großbritannien).
Kommerziell konnte sich E-Drag Racing bis jetzt (Stand 2021) aber noch nicht durchsetzen.

#### Dirt-Drag-Bike
Im mittleren Westen der USA und in Australien erfreut sich Dirt Drag Racing einer größeren Beliebtheit. Reglement und Austragungsmodus (Streckenlänge etc.) sind weitestgehend übernommen worden. Als Strecke dient jedoch eine präparierte Sand-Erde-Strecke. Die teilnehmenden Fahrzeuge wurden den Gegebenheiten angepasst, so kommen zum Beispiel statt der sonst üblichen Slicks extrem stark profilierte (an Traktoren oder Moto Cross erinnernde) Reifen zum Einsatz.
Auf den ersten Blick wird der Sport (speziell im Auto-Bereich) manchmal mit Traktor-Pulling verwechselt, hier werden aber keine Gewichte gezogen.